# Parker-Hale
Parker-Hale Ltd. fue un fabricante británico de armas de fuego, carabinas de aire comprimido y accesorios para armas, ubicado en el Gun Quarter de la ciudad de Birmingham . Fue fundada por Alfred Gray Parker y Arthur Hale.

## Historia
Alfred Gray Parker fundó una compañía de fabricación del rifles en 1890. En 1910 invitó su sobrino, Alfred Thomas Corbyn Hale, a convertirse en socio de la compañía de responsabilidad limitada, con las participación para los miembros de las familias Parker y Hale. Se editó un primer catálogo de armas y accesorios de tiro y, aunque limitado en su gama, mostraba claramente la tendencia creciente de la empresa en el desarrollo de accesorios.
En 1914, la pequeña planta de fabricación de la empresa estaba bien establecida y el Ministerio de Municiones encargó equipos de formación a Parker-Hale. El proceso "Parkerifling" (parkerización), junto con el cargador Hiscock-Parker -  Hiscock-Parker magazine -, permitió que los rifles de servicio se convirtieran al cal. .22 Long Rifle (.22 LR) para usarlos como rifles de entrenamiento; la demanda fue tal que la fábrica Parker-Hale pronto comenzó a trabajar a plena capacidad.
En 1924, el hijo de Hale, Arthur, se unió al negocio, y en 1926 se estableció un récord familiar cuando Hale y sus dos hijos mayores participaron en el "King's Prize" ("Premio del Rey") en el National Shooting Centre en Bisley. Este evento fue eclipsado dos años después cuando Arthur Hale logró ganar el codiciado premio. Fue nombrado director de la compañía en 1928.
Con el estallido de la Segunda Guerra Mundial, se dispuso reacondicionar las reservas almacenadas de rifles Pattern 1914 y M1917 Enfield, y en 1940 se fundó Parker-Hale Arms Company. Se adquirieron locales adicionales "durante la duración" de la guerra y, bajo la dirección de Arthur Hale, se llevó a cabo rápidamente un gran programa de reacondicionamiento. Siguió una amplia gama de trabajos adicionales de contratos de guerra, principalmente con la fabricación de cartuchos perforantes británicos cal. .30-06 Springfield y .303 British en grandes cantidades.
Al término de las hostilidades, con una caída en los contratos de producción y sin locales permanentes, la empresa no tuvo más remedio que invertir en una pequeña fábrica, erigida bajo el programa de emergencia del gobierno para realojar a los fabricantes bombardeados. Mientras tanto, Parker-Hale Arms Company fue transferida a Birmingham Gun Barrel Proof House , donde continuó con el reacondicionamiento de armas cal. .22 LR para organizaciones de entrenamiento junior. La empresa dejó de existir al término de los contratos.
Los años inmediatamente posteriores a la guerra pueden describirse, como un período de oportunidades frustradas, ya que se abrieron los mercados de ultramar pero escaseaban los materiales de todo tipo. No obstante, en 1948 los negocios en el extranjero superaba con creces el comercio interior.
Ubicado junto al campo de deportes de la fábrica de BSA y Sparkbrook, de donde el área local recibe su nombre, el edificio de la sede de la fábrica de Parker-Hale se hace eco de las tradiciones de la industria de fabricación de armas de Birmingham, ya que ocupa el mismo sitio donde Proof House ubicaba su campo de pruebas.
El negocio en Parker-Hale se mantuvo relativamente estable a lo largo de la década de 1960 y hasta la década de 1980, con ventas de rifles deportivos y de tiro, pistolas, escopetas y municiones que se ubicaron cómodamente junto con la amplia gama de visores de rifle, cuchillos, accesorios para el cuidado de armas y kits de limpieza de la compañía.
La compañía recibió un contratiempo provisional en 1985 cuándo el Presidente y Director Gestor, John le Breton, quién había sido instrumental en consolidar el éxito de la compañía en mercados mundiales, se retiró. El nieto del fundador, Roger Hale, entonces asumió la dirección, y probó ser una figura influyente  en el reposicionamiento la compañía en una industria constantemente cambiante.
Careciendo de la inversión necesaria para habilitar la compañía para competir eficazmente en mercados emergentes, Parker-Hale fue finalmente vendido al grupo de ingeniería Modular Industries Ltd. En 1992 este fue adquirido por la firma fabricante norteamericana de réplicas de fusiles históricos Navy Arms y cambiando su denominación a Gibbs Rifle Company con sede en Martinsburg, Virginia Occidental.

## Lista parcial de armas Parker-Hale:

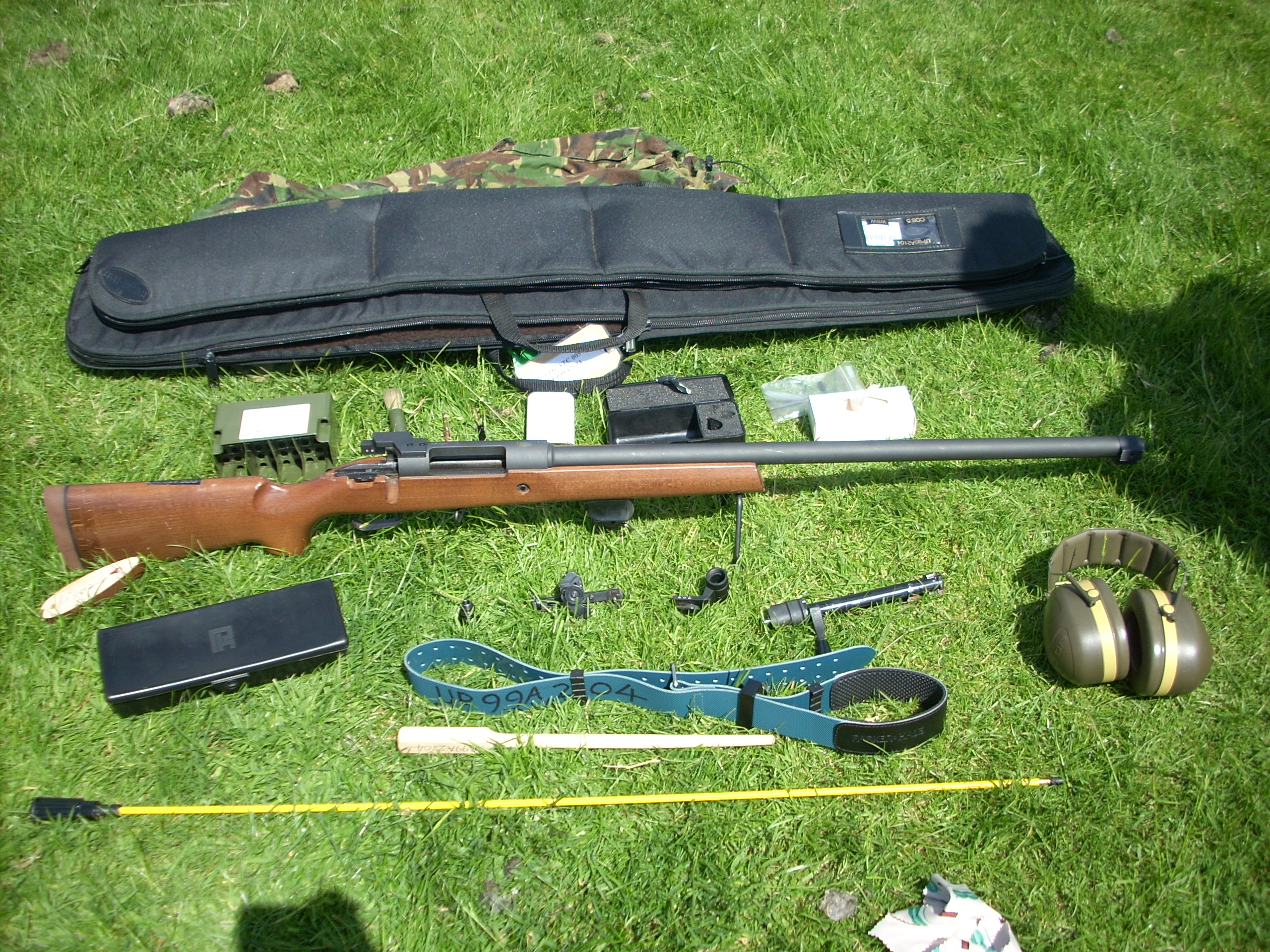
Parker-Hale L81A2

## Lista parcial de armas Parker-Hale:[5]
Subfusiles
- Parker-Hale PDW

Escopetas
- Parker-Hale Rogun
- Parker-Hale 600 series
- Parker-Hale 700 series
- Parker-Hale 800 series

Rifles
| Deportivos:                     |                                                                                    |
| ------------------------------- | ---------------------------------------------------------------------------------- |
| Standard No.1                   | Calibre: .303, Longitud cañón: 63,5 cm, Capacidad cargador: 10, Peso: 4,536 kg     |
| Supreme No.1                    | Calibre: .303, Longitud cañón: 55,88 cm, Capacidad cargador: 5, Peso: 3,402 kg     |
| Custom No.1                     | Calibre: .303, Longitud cañón: 55,8 cm, Capacidad cargador: 5, Peso: 3,175 kg      |
|                                 |                                                                                    |
| Standard No.4                   | Calibre: .303, Longitud cañón: 64,77 cm, Capacidad cargador: 10, Peso: 3,629 kg    |
| Supreme No.4                    | Calibre: .303, Longitud cañón: 55,88 cm, Capacidad cargador: 5, Peso: 3,629 kg     |
| Deluxe No.4                     | Calibre: .303, Longitud cañón: 55,88 cm, Capacidad cargador: 5,Peso: 3,629 kg      |
| Custom No.4                     | Calibre: .303, Longitud cañón: 55,88 cm, Capacidad cargador: 5, Peso: 3,629 kg     |
|                                 |                                                                                    |
| M81 (Mauser Action)             | Calibre: varios, Longitud cañón: 58,42 cm, Capacidad cargador: 5, Peso: 3,515 kg   |
| Rifles de precisión:            |                                                                                    |
| T4 (Enfield Action)             | Calibre: 7,62 x 51 OTAN, Longitud cañón: 66,04 cm, Peso: 4,649 kg                  |
| Excel                           | Calibre: 7,62 mm, Longitud cañón: 66,04 cm, Capacidad cargador: 10, Peso: 4,649 kg |
| TX1200 / 1200TX (Mauser Action) | Calibre: 7,62 mm, Longitud cañón: 59,69 cm, Peso: 4,990 kg                         |
| M84                             | Calibre: 7.62mm, Longitud cañón: 59,69 cm, Monotiro, Peso: 4,990 kg                |
| Fusiles de francotirador:       |                                                                                    |
| Parker-Hale M82                 | Calibre: 7,62 mm, Longitud cañón: 71,12 cm, Capacidad cargador: 4                  |
| L81A1 / M83                     | Calibre: 7,62 mm                                                                   |
| C3A1                            | Calibre: 7,62 mm, Longitud cañón: 59,69 cm, Peso: 15.87lbs                         |
| Parker Hale M85                 | Calibre: 7,62 mm, Longitud cañón: 62,23, Capacidad cargador: 10, Peso: 5,701 kg kg |
| M86                             | Calibre: 7,62 mm                                                                   |
| M87                             | Calibre: 7,62 mm                                                                   |